# Cerejo
Cerejo is een plaats (freguesia) in de Portugese gemeente Pinhel en telt 205 inwoners (2001).

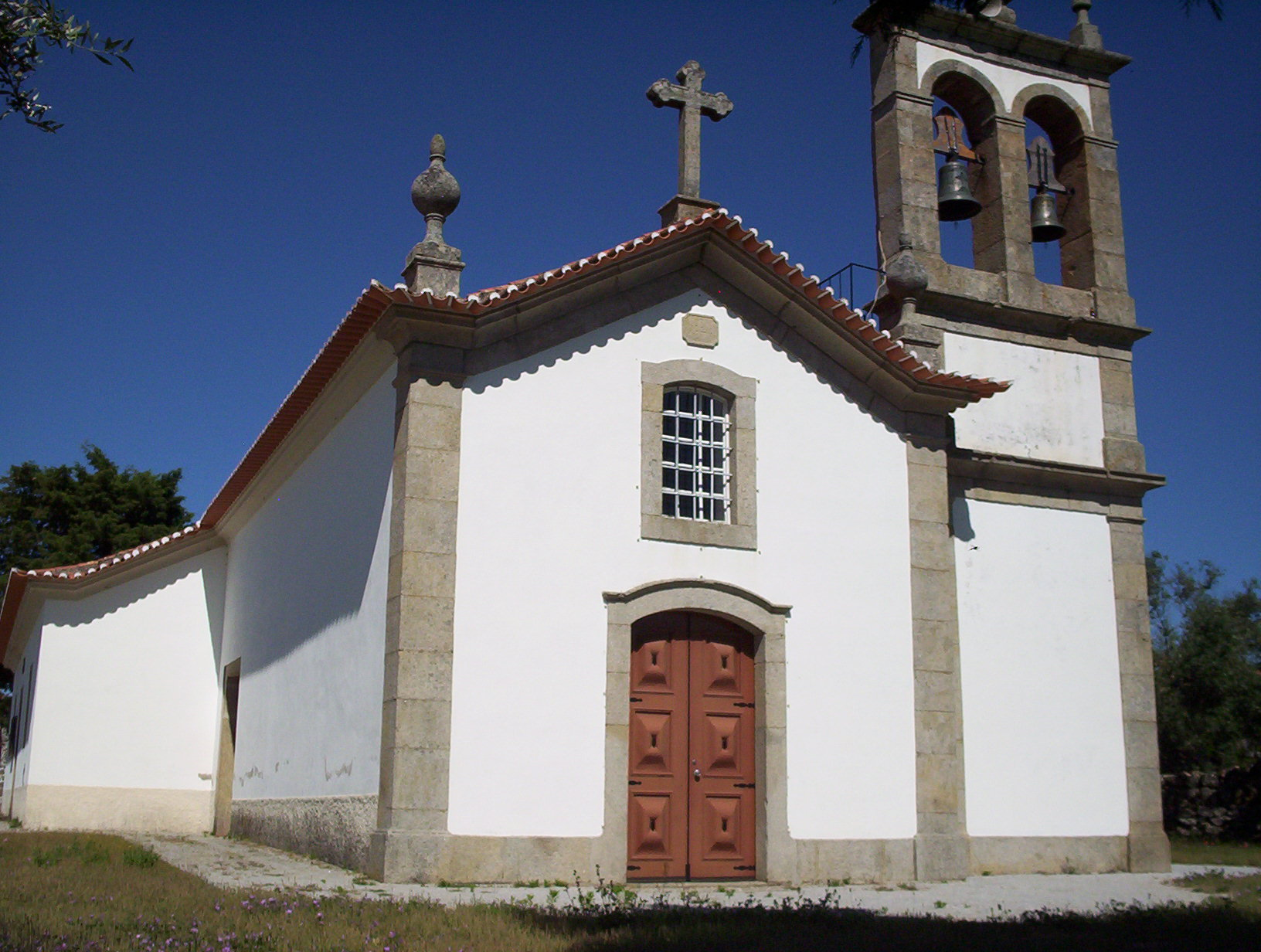
Kerk